# Кисарадзу
Кисара́дзу (яп. 木更津市 Кисарадзу-си) — город в Японии, находящийся в префектуре Тиба. Площадь города составляет 138,73 км², население — 131 825 человек (1 августа 2014), плотность населения — 950,23 чел./км².

## Географическое положение
Город расположен на острове Хонсю в префектуре Тиба региона Канто. С ним граничат города Итихара, Содегаура, Кимицу, Кавасаки.
С 1994 года Кисарадзу соединён 14 км мост-тоннелем через Токийский залив Tokyo Bay Aqua-Line с городом Кавасаки.

## Население
Население города составляет 131 825 человек (1 августа 2014), а плотность — 950,23 чел./км². Изменение численности населения с 1980 по 2005 годы:
| 1980 | 110 711 чел. |  |
| 1985 | 120 201 чел. |  |
| 1990 | 123 433 чел. |  |
| 1995 | 123 499 чел. |  |
| 2000 | 122 768 чел. |  |
| 2005 | 122 234 чел. |  |

## Символика
Деревом города считается камелия, цветком — Rhododendron indicum.

## Транспорт
- Кокудо 16

## Города-побратимы
- Ошенсайд, США (1990)